# Альп, Седат
Седат Альп (Алп; 1 января 1913, Верия — 10 октября 2006, Анкара) — турецкий археолог, хеттолог. Профессор, доктор.
Среднюю школу окончил в Стамбуле. Учился в Германии в Лейпцигском и Берлинском университетах, в последнем получил докторат.
В 1940 году вернулся в Турцию и начал преподавать в Анкарском университете, с 1949 года профессор, в 1956-58 гг. декан.
В 1982—1983 гг. президент Турецкого исторического общества.
Почётный доктор Вюрцбургского университета (1997).
Член-корреспондент Британской академии (1998).
Командор ордена «За заслуги перед Итальянской Республикой» (1957), затем Великий офицер (1991). Награждён орденом «За заслуги перед ФРГ» (1972), затем его Большим крестом (1991).